# Tina Uebel
Tina Uebel (* 1969 in Hamburg) ist eine deutsche Schriftstellerin, freie Journalistin und Literaturveranstalterin.

## Leben
Von 1993 bis 2003 war Uebel Verlegerin der Edition 406, ein Verlag, der an der Fachhochschule Armgartstraße in Hamburg im Zuge der Veröffentlichung der Anthologie Ponal unter Uebels Beteiligung gegründet worden war.
Von 2000 bis 2010 war sie Mitglied und beteiligte Trägerin der Hamburger Literaturvereinigung Macht – Organisierte Literatur. 2010 berichtete sie für das Goethe-Institut China in einem Reiseblog über ihre Reise von Hamburg nach Shanghai. Sie beschreibt darin ihre Wahrnehmung der schrittweisen Veränderung der Landschaften, Sprachräume und Kulturen zwischen den zwei Schwester- und Hafenstädten.
Seit 2013 ist Uebel Mitglied der Freien Akademie der Künste in Hamburg.

## Audio
- Die Schriftstellerin Tina Uebel. Von Fernweh, Reiseabenteuern und Heimat, Deutschlandfunk Zwischentöne. Musik und Fragen zur Person vom 7. April 2019

## Werke
- Ponal von Martin Hielscher (Hrsg.), Anthologie, edition 406, Hamburg 1993, ISBN 978-398-034330-5
- Frau Schrödinger bewältigt die Welt, Droemer Knaur, München 1999, ISBN 3-426-61529-0
- Ich bin Duke, Berliner Taschenbuch Verlag, Berlin 2002, ISBN 3-442-76072-0
- Horror Vacui, Kiepenheuer & Witsch, Köln 2005, ISBN 3-462-03459-6
- Die Wahrheit über Frankie, C.H. Beck, München 2009, ISBN 978-3-406-59073-3
- Last Exit Volksdorf, C.H. Beck, München 2011, ISBN 978-3-406-61269-5
  - 2., überarbeitete Auflage: C.H. Beck, München 2011, ISBN 978-3-406-62477-3 (Die 1. Auflage nahm der Verlag nach einer einstweiligen Verfügung vom Markt, da eine Person sich in ihren Persönlichkeitsrechten verletzt sah.[4][5] Nach außergerichtlicher Einigung erschien eine 2., überarbeitete Auflage.)
- Nordwestpassage für dreizehn Arglose und einen Joghurt, C.H. Beck, München 2012, ISBN 978-3-406-64701-7. (Reisebericht der Durchseglung der arktischen Nordwestpassage. Tina Uebel begleitet den Segler Wolf Kloss.)
- Uebel unterwegs: Skurriles und Bemerkenswertes vom Landweg Hamburg-Shanghai, Delius Klasing, Bielefeld 2016, ISBN 978-3667104724. (Bericht über ihre 7-wöchige Reise entlang der Seidenstraße durch Serbien, Bulgarien, Türkei, Iran, Turkmenistan, Usbekistan, Kasachstan und China)
- Die S.E.A.-Expedition. Eine antarktische Reise auf Shackletons Spuren, zusammen mit Nikolaus Hansen, Malik, München 2016, ISBN 978-3-89029-468-1
- Dann sind wir Helden, C.H.Beck, München 2021, ISBN 978-3-40676-519-3

## Auszeichnungen
- 2003: Der Hamburger Literaturförderpreis für Autoren ging im Jahr 2003 unter anderem an Tina Uebel: für den unveröffentlichten Roman Lucky Luke raucht nicht mehr.
- 2012: Verleihung des Hubert-Fichte-Preis der Stadt Hamburg